# Chorthippus dierli
Chorthippus dierli är en insektsart som beskrevs av Sigfrid Ingrisch 1990. Chorthippus dierli ingår i släktet Chorthippus och familjen gräshoppor. Inga underarter finns listade i Catalogue of Life.